# Хаджи Бекташ
Хаджи Бекташ-и Вели (перс. حاجی بکتاش والی‎, осман. حاجی بکتاش ولی‎, тур. Hacı Bektâş Velî, алб. Hynqar Haxhi Veli Bektashi, босн. Hadži Bektaš Veli; ? — 1270/1271) — суфий из Хорасана, эпоним суфийского братства Бекташи, особо почитаемый последователями ордена как святой. Хаджи — почётный титул человека, совершившего паломничество в Мекку (хадж); бек+таш (тюрк. «твёрдый, прочный камень»); вели (тур. — «святой»).

## Реконструкция биографии[2]

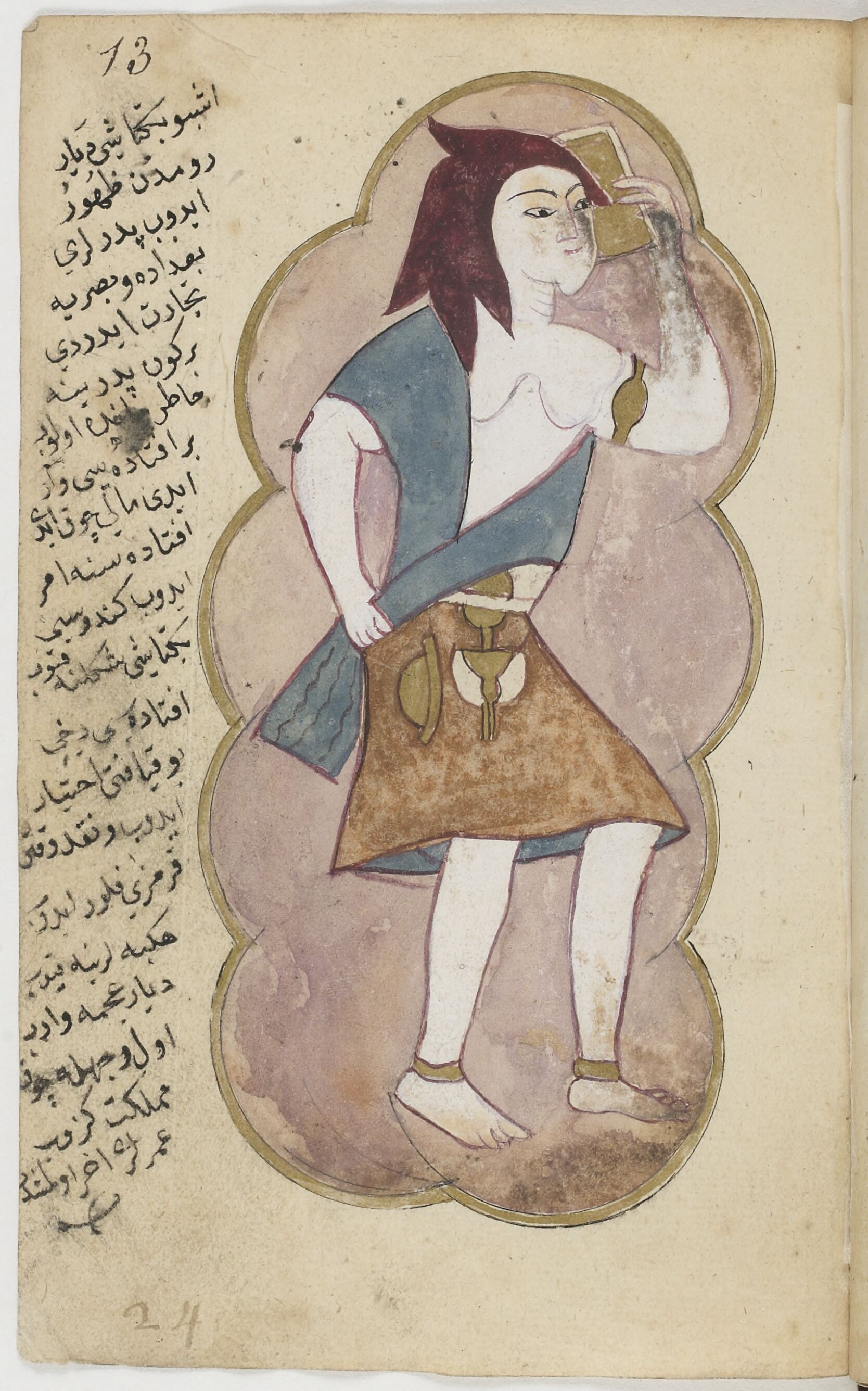
Хаджи Бекташ на турецкой миниатюре XVII века

Жизнь Хаджи Бекташа окутана легендой. Основное сочинение о его жизни — «Вилайат-наме» Узуна Фирдоуси, написанное на османском между 1481 и 1501 годом. Оно было создано на основе народных традиций в то время, когда в братство Бекташи стали проникать элементы народного шиизма, широко распространённого в Анатолии.
По «Вилайат-наме», Хаджи Бекташ был сыном Сейида Мухамеда ибн Мусы, правнука Мусы аль-Казима (ум. 799), седьмого из двенадцати имамов. Поскольку Хаджи Бекташ жил в XIII веке, такое родство невозможно. Родословные в позднейших источниках, заполняющие очевидный хронологический разрыв, сомнительны. Вероятно, они продиктованы желанием дать эпониму номинально шиитского братства имамитское происхождение.
Хаджи Бекташ, согласно «Вилайат-наме», родился в восточноиранском городе Нишапуре, однако независимые источники, подтверждающие это, неизвестны. Общей тенденцией турецкой житийной литературы конца XV века было описание священных персонажей, в особенно имеющих черты маламатийа, как «святых из Хорасана» (Хорасан эрлери). Тем не мене, весьма вероятно, что Хаджи Бекташ был среди беженцев, искавших на западе спасение от вторгнувшихся в Иран монголов.
Легенда рассматривает Хаджи Бекташа как заместителя (халифа) Ахмеда Ясави (ум. 1166), эпонима братства Ясавия, широко распространённого среди тюркских кочевников в Средней Азии. Ясави якобы отправил его в Анатолию для пропаганды братства. В действительности, Ахмед Ясави умер задолго до рождения Бекташа.
Достоверно, что Хаджи Бекташ прибыл в Анатолию через Найаф или Мекку. Он стал последователем жившего в Амасье Баба́ Ильяса Хорасани, мюрид которого Баба́ Исхак в 1239 году возглавил крупное восстание против султанской власти. Хадши Бекташ и его брат Ментеш поддержали выступление Баба Исхака в Сивасе, откуда направились в Амасью, Кыршехир и Кайсери. Оттуда Ментеш вернулся в Сивас, где был казнён, а Бекташ решил поселиться близ Кыршехира, в деревне Сулуджакарахёюк, ныне называемой Хаджибекташ. Там он провёл остаток жизни, проповедуя среди небольшой группы своих последователей. Впрочем, всех кто искал упорядоченного духовного обучения, он отсылал к своей преёмной дочери Хатун Ана.
Дата смерти Хаджи Бекташа дана на фронтисписе коллекции его трактатов, хранящейся в Анкарской библиотеке, как 669 год хиджры (=1270—1271 гг. н. э.). Тот же год обозначен в «Силсила-наме» дервиша Мухаммеда Шукюри, автора начала XX века. Другая возможная дата — 691 г. х. (=1291—1292 гг. н. э.) — так датирована вакуфная грамота на имя Бекташа. Первая гробница над его могилой была построена османским султаном Мурадом I (1359—1389).
Записи его собственных учений и верований содержатся в Макалат, единственном произведении надёжно атрибутируемом Бекташу. Вероятно, книга была сначала написана по-арабски на основании изречений Бекташа на турецком. Трактат сохранился в арабской версии и в более популярном турецком изводе, составленном одним из его последователей Са’д ад-Дином. В Макалат делается акцент на четырёхчастной структуре религии (шариат, тарикат, марефат, хакикат) и её проявлениях в материальном мире (четыре стихии), человеке (четыре разных духовных типа) и священной истории (четыре праведных халифа). Утверждение Бекташа, что человек создан по образу букв, образующих имя Мухаммеда, способствовало впоследствии хуруфитским влияниям на братство Бекташи.

## Учение
По Хаджи Бекташу, существуют 4 стадии приближения к Богу:
1. Шариат (правила): способность судить и разделять чистое и грязное, правильное и неправильное. Человек должен лишь выучиться рассудительности, и жить так, как предписывают законы Бога в Коране, и избегать того, что Он говорит нам избегать. Но одно лишь знание не может возвысить человека.
2. Тарикат (орден): путь дервишей, что молятся день и ночь, взывая к Богу. Они стремятся к будущей жизни, и должны избегать скуки и тоски; если поколение людей недостаточно активно и впадает в гордыню, то оно не может рассчитывать на возвышение.
3. Марифет (просвещение): просвещенные мистики — как вода, чистая и делающая чистыми других. Они верят в Бога, они не ищут земного, но хотят достичь небесного и чтят правила Божьи.
4. Хакикат (реалии): люди, знающие реальность, являются высшей из данных категорий. Они благопристойны, смиренны и повинуются Богу; они стушевываются в присутствии Бога; они достигают постоянного созерцания и молитвы (мюнаджат), они любят Господа и любимы им.

Эти 4 категории являются наиболее успешным подходом (дорт капи), с которым человек достигает наивысшего уровня. Каждый уровень достигается за 10 шагов — обязательств, всего сорок (кирк макат).
В человеке постоянно противоборствуют дьявольское и ангельское начала. Король одной стороны — мудрость, её главный заместитель — вера, и начальники его войск — знание, великодушие, благопристойность, скромность, терпеливость, избежание греха, страх Божий, нравственность и другие добродетели. Каждое из этих качеств имеет под своим командованием сотни тысяч солдат. Король другой стороны — дьявол, заместитель его — человеческая сущность, начальники его — гордость, зависть, подлость, скупость, гнев, пустая болтовня, шутовство, и громкий хохот. И у них сотни тысяч солдат.
К недостаткам, которые называет Хаджи Бекташ, относятся выставление на показ чего-либо, лицемерие и непоследовательность. «Бедняга!» — он восклицает, — «Вера утеряна тобой. Ты говоришь, что веруешь в Бога, но ты не соблюдаешь Его законов. Ты говоришь, что веруешь в ангелов, но ты грешишь, когда ты находишься в одиночестве, не осознавая, что триста шестьдесят ангелов внутри тебя. Ты говоришь, что ты веруешь в Книгу, в Коран, но твое сердце и твои поступки полны зла. Какая книга говорит тебе поступать таким образом? Даже избранный Богом обозлившись в один день, затем проводит день и ночь в молитве, уже будучи не уверенным в своей будущей жизни: они живут в страхе суда Божьего. Будь уверен, что твои недостатки и грехи обернутся против тебя».

## Хаджи Бекташ и янычары
По легенде, Хаджи Бекташ был основателем корпуса янычар, которым дал название и отличительный головной убор. В действительности, суфий XIII века не имеет прямого отношения к войску, организованному в середине следующего столетия. Однако янычары видели в Хаджи Бекташе своего покровителя. Корпус янычар в османских хрониках назывался корпусом Бекташи, янычары — членами братства, а командиры янычар — ага Бекташи. В 94-ю орта (подразделение) символически зачисляли шейхов (баба́) братства. Некоторые из высших лиц Османской империи строили здания и фонтаны в обители Хаджи Бекташа и делали пожертвования в пользу братства Бекташи.